# Лишённый солнца
Лишённый солнца — художественный фильм Владимира Кривцова, выпущенный 3 ноября 1912 года; 2 части, 540 метров. Сюжет со значительными изменениями заимствован из рассказа А. П. Чехова «Пари» (1889).

## Сюжет
Постоянный посетитель всех великосветских вечеров блестящий молодой журналист Владимир Горский полюбил дочь разорившегося помещика Эвелину. Красавица соглашается стать женой Владимира, но только тогда, когда он станет богатым, и мысль о богатстве всецело овладевает молодым человеком. Однажды на званом вечере у миллионера Патоцкого среди приглашённых возникает спор о том, что ужаснее — смерть или одиночное заключение, и хозяин, утверждая, что смертная казнь легче одиночного заключения, предлагает 500 000 рублей тому, кто выдержит полное одиночное заключение в течение года. Владимир Горский принимает безумное пари, и вся компания отправляется по коридору дома миллионера к тёмной комнате, которая должна служить местом заключения Владимира и всё убранство которой состоит из кровати, стола и стула. На одной из стен установлен электрический звонок, соединённый с регистратором. Если заключённый захочет освободиться, ему стоит только нажать кнопку, и он на воле, но тогда пари проиграно, если даже это произойдёт за минуту до срока. Проходит год. Наступает день розыгрыша пари. Перед домом Патоцкого толпятся корреспонденты, чтобы узнать о результатах спора. Владимир Горский, осунувшийся, похудевший, полубезумный, напрягает всю силу воли, чтобы не позвонить в последний момент, и, наконец, чтобы избавиться от искушения, перерезает провода. Почти в тот же момент, в комнату узника, крадучись, как вор, входит Патоцкий. Истекший год пошатнул дела миллионера, и, если сегодня ему придётся уплатить проигранное пари Владимиру Горскому — он разорён. С безумной мольбой Патоцкий обращается к пленнику: «Я разорён. Все приглашённые собрались у регистратора. Вы должны позвонить, чтобы спасти меня». С торжествующим хохотом Владимир отказывается. Патоцкий, не видя иного выхода, убивает пленника и звонит, не замечая того, что провода перерезаны. Затем, вернувшись к приглашённым, он сообщает им, что выиграл пари, так как слышал звонок, но гости молча указывают на регистратор, который ничего не отметил. Все гости с весёлой, жизнерадостной Эвелиной отправляются в комнату Владимира и находят там труп несчастного. Как подкошенный цветок, падает Эвелина на труп своего жениха. Патоцкий пытается утверждать, что Владимир Горский покончил с собой самоубийством, но кровавое пятно на рубашке выдаёт убийцу, и Патоцкий, видя, что всё потеряно, выхватывает револьвер и стреляется.

## Актёры и роли
- Владимир Максимов — Владимир Горский, журналист
- Мария Горичева — Эвелина, его невеста
- Владимир Кванин — Патоцкий, миллионер

## История
В 1889 году А. П. Чехов опубликовал рассказ «Сказка», который в 1901 году в сокращённом виде и под названием «Пари» вошёл в его собрание сочинений и был переведён на множество языков. В этом рассказе банкир и молодой юрист заключают пари на 2 миллиона рублей, что юрист сможет просидеть взаперти и без общения с другими людьми 15 лет. Когда срок окончания пари уже подходит к концу, банкир понимает, что не сможет выплатить эту сумму и решает убить юриста. Подкравшись к спящему юристу, он замечает записку, в которой тот отказывается от выигрыша. Банкир чувствует стыд и облегчение и не убивает своего заключённого.
Позже французский писатель Жозеф Рено написал свой рассказ «Le roi de l’Etain», который уже после смерти Чехова вышел в русском переводе в 1911 году, в 26-м номере журнала «Весь мир» под названием «Странное пари». Рассказ Рено был очень похож на чеховский. Миллиардер Галифакс заключает пари на 500 000 франков с молодым юристом Жаком Моно, что тот сможет провести в одиночном заключении один год. В комнате без окон, где Моно проводит заключение, имеется электрический звонок, нажав на который можно в любой момент прекратить пари и немедленно выйти на свободу. За время, пока Мари сидит в добровольном заключении, Галифакс разоряется. За 40 минут до окончания срока пари он приходит в комнату Моно и умоляет спасти его. Когда тот отказывается, Галифакс пытается сам нажать кнопку звонка, между ними завязывается борьба, во время которой разорившийся миллиардер случайно убивает заключённого. Он нажимает кнопку звонка и исчезает. Однако его уличают, и он кончает жизнь самоубийством.
В 1912 году на основе рассказа Рено российская кинокомпания «Тиман, Рейнгардт, Осипов и К°» выпустила фильм «Лишённый солнца». В 1914 году фильм был продан французской кинокомпании «Братья Пате» и попал во Францию. Фильм увидел Жозеф Рено, который подал в суд на российскую кинокомпанию, однако юристы
кинофирмы «Тиман, Рейнгардт, Осипов и К°» смогли доказать, что Жозеф Рено сам повинен в плагиате рассказа Чехова.

## Критика
Французский историк, теоретик и критик кино Жорж Садуль так писал об этом фильме: «Сюжет картины заимствован из рассказа А. П. Чехова „Пари“, разумеется, искажённого и опошленного при экранизации. […] Какими бы нелепыми и устарелыми ни казались сейчас сценарии этих „кошмарных“ картин, было бы ошибкой отнестись с презрением к тем, кто, создавая подобные фильмы, начинал ими свою работу в кино».